# Convolvulus microsepalus
Convolvulus microsepalus är en vindeväxtart som beskrevs av R.W. Johnson. Convolvulus microsepalus ingår i släktet vindor, och familjen vindeväxter. Inga underarter finns listade i Catalogue of Life.